# Lindneromyia ussuriensis
Lindneromyia ussuriensis är en tvåvingeart som först beskrevs av Shatalkin 1993.  Lindneromyia ussuriensis ingår i släktet Lindneromyia och familjen svampflugor. Inga underarter finns listade i Catalogue of Life.